# Distrito Escolar Unificado de Cotati-Rohnert Park

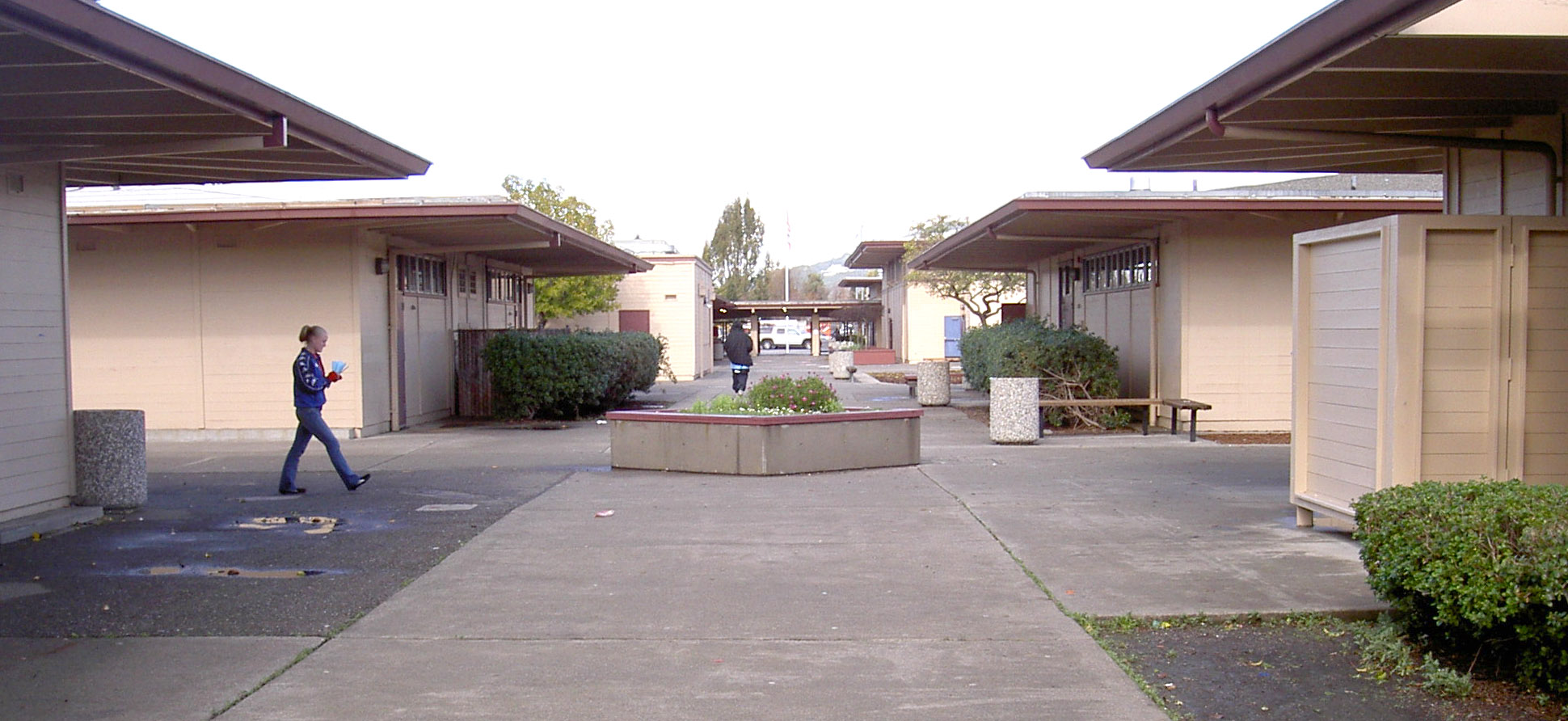
Rancho Cotate High School

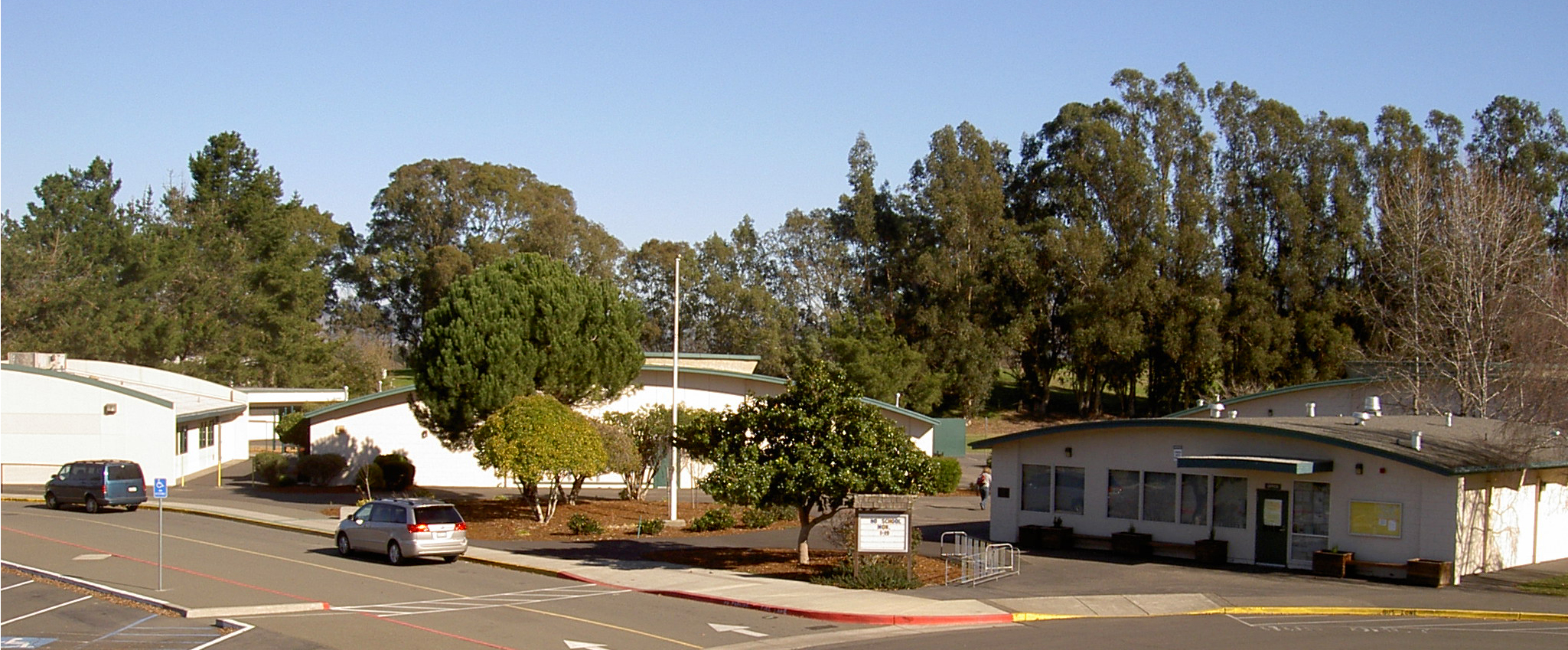
Thomas Page Elementary School

El Distrito Escolar Unificado de Cotati-Rohnert Park (Cotati-Rohnert Park Unified School District; CRPUSD) es un distrito escolar del Condado de Sonoma, California. Tiene su sede en Rohnert Park, y sirve las ciudades de Rohnert Park y Cotati. La junta escolar tiene un presidente, un secretario, y tres miembros.
En 2015 introdujo una nueva escala de calificación: cada letra (A, B, C, D, F) corresponde a un rango 20%. Por ejemplo, "F" (no pasó) corresponde a 0-19%. Si un estudiante no entrega la tarea o toma una prueba, gana una calificación de 50%. Algunos maestros siguen utilizando la antigua escala de calificación ("F" corresponde a un rango 0-59%). Algunos maestros apoyan la nueva escala, y algunos se oponen a la nueva escala.